# مقاطعة تنكابن (مازندران)
مقاطعة تنكابن (بالفارسية: شهرستان تنکابن) هي مقاطعات إيران في إيران وتقع في مازندران يقدر عدد السكان في
مقاطعة تنكابن، بـ 147,839 نسمة .